# Kościół Podwyższenia Krzyża Świętego w Sośnicy

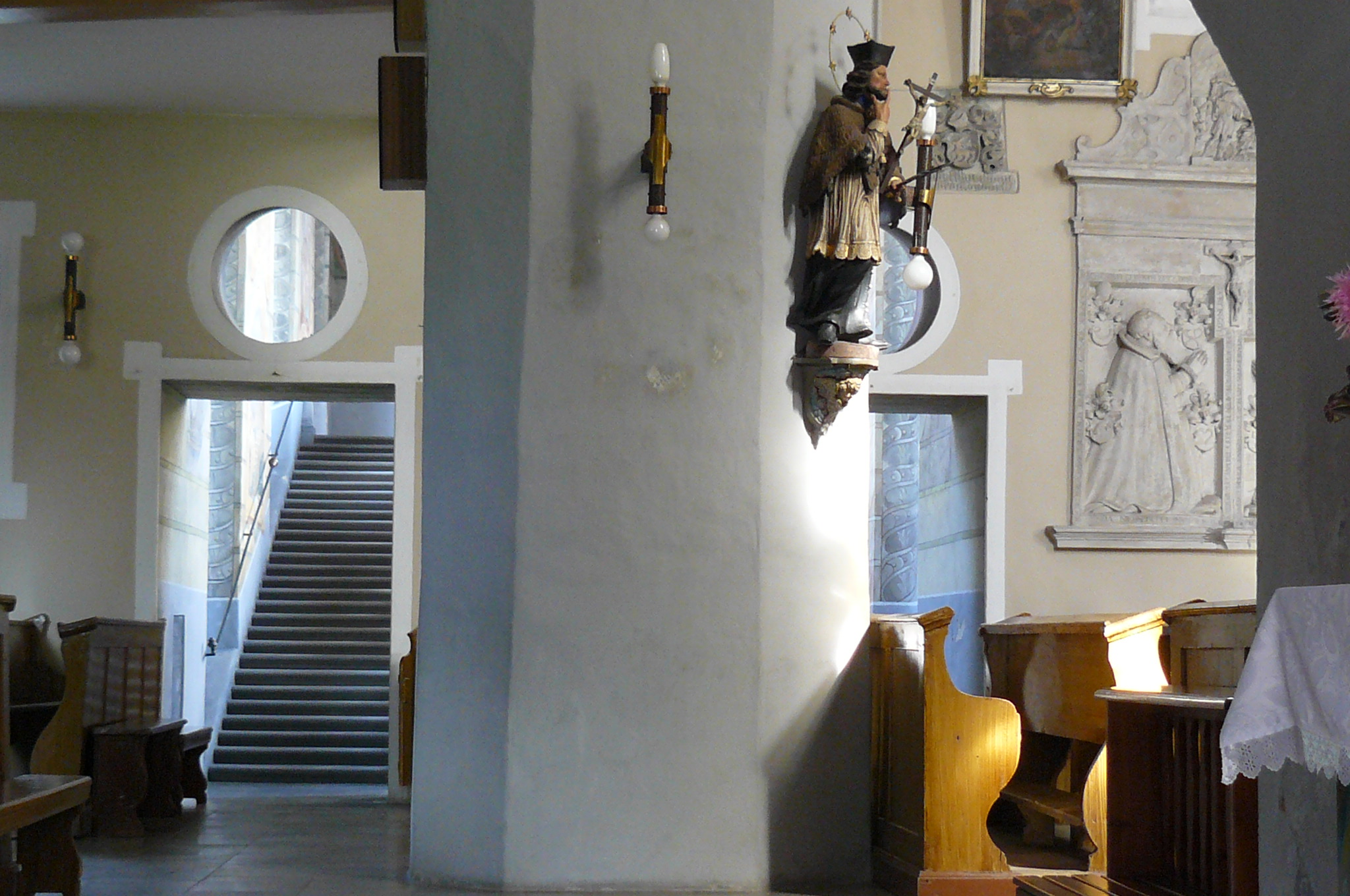
Scala Sancta po lewej

Kościół Podwyższenia Krzyża Świętego w Sośnicy – kościół katolicki zlokalizowany w centrum Sośnicy, w gminie Kąty Wrocławskie. 
Pierwotnie kościół nosił wezwanie Matki Boskiej, co wymienione zostało w dokumencie biskupa Henryka. Obecny obiekt zbudowany u schyłku XIII w. w stylu romańskim. Prezbiterium przetrwało z tego okresu, nawę jednak przebudowano w stylu gotyckim w 1487 tworząc palmowe sklepienie, dodając także wieżę w 1507. W 1619 i 1776 dobudowano kolejno dwie kaplice i kruchtę. Wyposażenie wnętrza głównie barokowe, w tym seria obrazów J. Kynasta i Karla Kynasta. Ołtarz główny z 1700 (fundatorzy: hr. Mikoła von Latour i hr. Franciszek von Eicholz). Oprócz tego  chrzcielnica (1580) i wewnątrz i na murze zewnętrznym rycerskie i szlacheckie (XVI w.) renesansowe epitafia: dwie tablice epitafijne, jedenaście tablic nagrobnych, poza tym tablica fundacyjna z 
1504 i trzy tarcze herbowe- barokowa i gotyckie: m.in.:
- Heinricha Schindel i jego żony Hedewig (Jadwigi) von Nimptsch (zm. 1586) z herbami:
  - górny rząd, von: Schindel, Zeichnitz, Fither, Hoken, Lantzkronn, Mulheimer, Kreiselwitz, Seidlitz
  - dolny rząd, von: Nimptsh, Zedlitz, Zedlitz, Schwienkuhl, Gregersdorf, Nimpitz, Peterswald i Zeinitz[2], i ich dzieci:
  - Anny (zm. 1564)
  - Adama (zm. 1572(4) z herbami von:
    - Schindel, Nimptsch

  - Krzysztofa (zm. 1574)
- w nawie głównej tablica fundacyjna późnogotycka Hansa von Prockendorf i jego żony Katarzyny von Strönichen (1487). W nawie, w zwornikach ich herby: Prockendorf, Grundschreiber, Strönichen, Sachs.
- w fasadzie wieży tablica fundacyjna tej samej pary fundatorów.
- Frantza (Franciszka) von Waldau (zm. 1616), z herbami, von:
  - Waldau, Schindel, X, Gersdorf.
- Henryka von Kreckwitz (zm. 1581)
- Hansa von Falckenhain (zm. w 1587) i jego żony  Hedewig (Jadwigi) von Haugwitz[3] z herbami:
  - Falckenhain, Sachs, Schweinichen, Niebelschütz, Haugwitz, Blissen, Brunner, Kottwitz
- Anny von Brockendorf (zm. 1619) z herbami von:
  - Brockendorf, Stiebitz, Reibnitz, X,
- Magdaleny von Brockendorf (zm. 1619) 
  - Brockendorf, Stiebitz, Reibnitz, X,
- Hansa Gotthardta von Brockendorf (zm. 1621) z herbami:
  - Brockendorf, Stiebitz, Reibnitz, X,
- Susanny Stiebitz, żony  Gottharda von Brockendorf (zm. 1624), z herbami:
  - Stiebitzów, Reibnitzów...
- Ludwiga Scholza (zm. 1918)[4]

Istotnym elementem kościoła są Święte Schody (Scala Sancta), wzorowane na rzymskich. Ufundowała je hrabina Józefa von Wurtz und Burg w 1776.
W obrębie cmentarza okalającego świątynię znajduje się wolnostojąca kaplica grobowa z przełomu XVIII i XIX wieku – murowana z dachem dwuspadowym, barokowa. Odnowiona w 1986 z dodaniem nowego wyposażenia i nadaniem wezwania Zmartwychwstania Pańskiego.
Dojście szlakiem zielonym z rynku w Kątach Wrocławskich – około 800 m.